# Sonorai Francia Állam
A Sonorai Francia Állam az avignoni születésű francia nemes, Gaston de Raousset-Boulbon 1852-ben tett kísérlete volt, a mexikói Sonora szövetségi államban.

## Története
Mexikó északi, gyéren lakott vidékeinek benépesítése és az ottani nyersanyaglelőhelyek és termőföldek kiaknázása érdekében függetlensége elnyerése után (1824) a kormány támogatni kezdte a bevándorlást. Az országba így nagy számmal érkeztek újabb spanyol, sőt francia és olasz bevándorlók is, de Sonorában megtelepedtek még oroszok, arabok, kínaiak és németek egyaránt. Ennek komoly hátulütője volt, hogy Texasban többségbe jutottak az angol nyelvű telepesek, akik az Egyesült Államokból érkeztek. Amikor Mexikó korlátozni akarta a bevándorlók számát, az amerikaiak fellázadtak és elszakadtak Mexikótól. A külföldiek jelenléte ürügyet is adott némely államnak a Mexikó elleni beavatkozásra. Franciaország ezért indította a cukrászdaháborút, hogy rábírja a mexikóiakat adósságuk törlesztésére, illetve hasonlóan tört ki az amerikai–mexikói háború, amelynek során Mexikó még három másik északi államot veszített el. A kormánnyal szembeni elégedetlenség miatt további területeken voltak szeparatista törekvések, így kikiáltották a Rio Grande-i, Zacatecasi és Yucatáni Köztársaságokat is.
Külső, ún. filibuszterek is felléptek, akik a demokrácia védelmére hivatkozva, vagy egyéb elveket hangoztatva próbáltak darabokat kiszakítani a belviszályoktól gyötrődő Mexikótól. Sonorában az amerikai sikerek hatására megerősödött az újlatin nyelvűek nacionalizmusa, akik az angolszász előretörésnek akartak gátat vetni.
Gaston de Raousset-Boulbon, aki már jó néhány kalandon volt túl, a kaliforniai aranylázban próbált szert tenni vagyonra, de vállalkozásai kudarca után elhatározta Sonora meghódítását. Francia, német és chilei zsoldosokat fogadva fel támogatást szerzett egy arizonai bányászcégnél. 1852-ben a franciák elfoglalták Hermosillót, az állam fővárosát és Raousset-Boulbon itt kikiáltotta a terület függetlenségét, francia dominanciát próbálván meg érvényesíteni rajta. Néhány napon belül Miguel Blanco tábornok vezetésével a mexikói hadsereg visszafoglalta Hermosillót és Raousset-Boulbon letette a fegyvert, a sonorai francia állam pedig megszűnt.
William Walker amerikai kalandor a következő évben viszonylag több sikerrel járt és létrehozta az Alsó-Kaliforniai és Sonorai Köztársaságokat, amelyek hét hónapig álltak fenn. Walker visszavonulása után Raousset-Boulbon újabb akcióba kezdett és 1854. július 13-án embereivel megtámadta Guaymast. A mexikói csapatoknak sikerült úrrá lenniük a francia invázión. Egy hónappal később Raousset-Boulbont a mexikóiak kivégezték.